# Schwändi
Schwändi est une localité et une ancienne commune suisse du canton de Glaris, située dans la commune de Glaris Sud.

## Géographie

Photo aérienne prise à 400 m par Walter Mittelholzer (1923)

Selon l'Office fédéral de la statistique, l'ancienne commune de Schwändi mesurait 3,46 km2 et était limitrophe de Glaris, Mitlödi et Schwanden.

## Démographie
Selon l'Office fédéral de la statistique, Schwändi compte 476 habitants fin 2022. Sa densité de population atteint 138 hab./km2.
Le graphique suivant résume l'évolution de la population de Schwändi entre 1850 et 2008 :